# Austria ai Giochi della XIX Olimpiade
L'Austria partecipò ai Giochi della XIX Olimpiade che si sono svolti a Città del Messico dal 12 al 27 ottobre 1968, con una delegazione di 43 atleti impegnati in 12 discipline per un totale di 37 competizioni. Portabandiera fu lo schermidore Roland Losert, alla sua seconda olimpiade. Il bottino della squadra fu di quattro medaglie: due d'argento e due di bronzo. Due delle quattro medaglie vennero dall'atletica leggera femminile e, in particolare, una medaglia d'argento fu vinta da Liese Prokop, che sarebbe diventata Ministro degli interni 26 anni dopo.

## Medagliere

### Per discipline
| Sport            | Oro | Argento | Bronzo | Totale |
| ---------------- | --- | ------- | ------ | ------ |
| Atletica leggera | 0   | 1       | 1      | 2      |
| Vela             | 0   | 1       | 0      | 1      |
| Canoa/kayak      | 0   | 0       | 1      | 1      |
| Totale           | 0   | 2       | 2      | 4      |

### Medaglie
| Medaglia | Atleta                        | Sport            | Evento                           |
| -------- | ----------------------------- | ---------------- | -------------------------------- |
| Argento  | Liese Prokop                  | Atletica leggera | Pentathlon                       |
| Argento  | Hubert Raudaschl              | Vela             | Finn                             |
| Bronzo   | Eva Janko                     | Atletica leggera | Lancio del giavellotto femminile |
| Bronzo   | Gerhard Seibold Günther Pfaff | Canoa/kayak      | K2 1000 metri maschile           |